# Runit-sziget

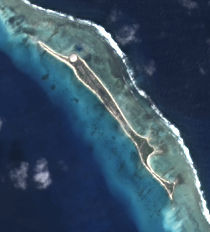
Műholdfelvétel a Runit-szigetről. A sziget északi részén jól kivehető a Kaktusz-kupola körvonala.

A Runit-sziget (IPA: ruːnɪt /) a Csendes-óceáni  Marshall-szigetek Enewetak atolljának 40 szigete közül az egyik.
A térséget az Amerikai Egyesült Államok atomkísérletekhez használta. A sziget a kísérletek nyomán lakatlan, gyakorlatilag egyetlen látnivaló rajta a Kaktusz-kupola.

## Kaktusz-kupola
A Kaktusz-kupola, "Cactus Dome" (más néven Runit-kupola, "Runit Dome", vagy a sír "The Tomb") egy 115 m átmérőjű, 46 cm vastag falazatú beton kupola a tengerszint magasságban, körülbelül 73 000 m3 radioaktív hulladék (többek között plutónium-239) tartalommal. A törmelék az Egyesült Államok által 1945 és 1958 között az Enewetak Atollban végzett nukleáris kísérleteiből származik.

## A Kaktusz-kupola története

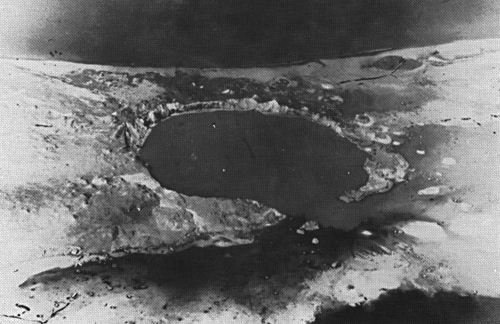
A Kaktusz-kráter, az 1958. május 5-i robbantás után

Az USA 1942 és 1992 között összesen 1054 nukleáris fegyvertesztet hajtott végre – hivatalosan. A csendes-óceáni térségben a 35 robbantásból álló sorozatnak a fedőneve az Operation Hardtack 1, prior ("tengerészek kétszersültje") volt, ez 1958-ban zárult le. Ebben a tesztsorozatban robbantották fel „Ivy Mike”-ot is, az első hidrogénbombát, mely 500-szor volt nagyobb hatóerejű volt, mint a hirosimai kisfiú. Ez a bomba a robbantás helyszínét, az Elugelab-szigetet teljes egészében eltüntette – elpárologtatta a térképről.

### A Kaktusz-teszt
1958. május 5-én hajtották végre a „Cactus” tesztet, ott ahol ma a dóm áll. A 18 kilotonnás töltetet a felszínen robbantották fel, reggel negyed hétkor. A robbanás felhője tíz perc alatt elérte a 19.000 lábat (5,8 km). A sugárzás maximális értéke 440 R (kb. 4.1 Sievert) volt, 3 órával a robbanás után. A robbanás következtében egy 110 méter széles és 30 méter mély, erősen radioaktív kráter maradt hátra. A kísérletsorozat lezárultával az amerikaiak hátrahagyták a hatalmas sugárzóanyag-mennyiséggel terhelt atollt.

### A Kaktusz-teszt után
A helyi lakosság a 70-es években elkezdett visszaszivárogni a szigetekre, az amerikai kormányzat pedig ezt követően határozott úgy, hogy ideje mentesíteni a szigetcsoportot. 1979-ben kezdte meg a hadsereg egy speciális egysége a szennyezett talajt és törmeléket összegyűjteni a helyszínen, majd ezt az anyagot cementtel keverve lerakodták az akkor még üresen tátongó Kaktusz-kráterbe.
A mentesítés befejeztével az összesen 85 ezer köbméter, 25 méter vastag betontölteléket egy betonpanelekből összeállott 46 cm vastag betonkupolával fedték le. A hatóságok 1980 óta hivatalosan is engedélyezték a lakók visszatérését a szigetekre, ahol napjainkban nagyjából ezer ember él.

## Napjainkban

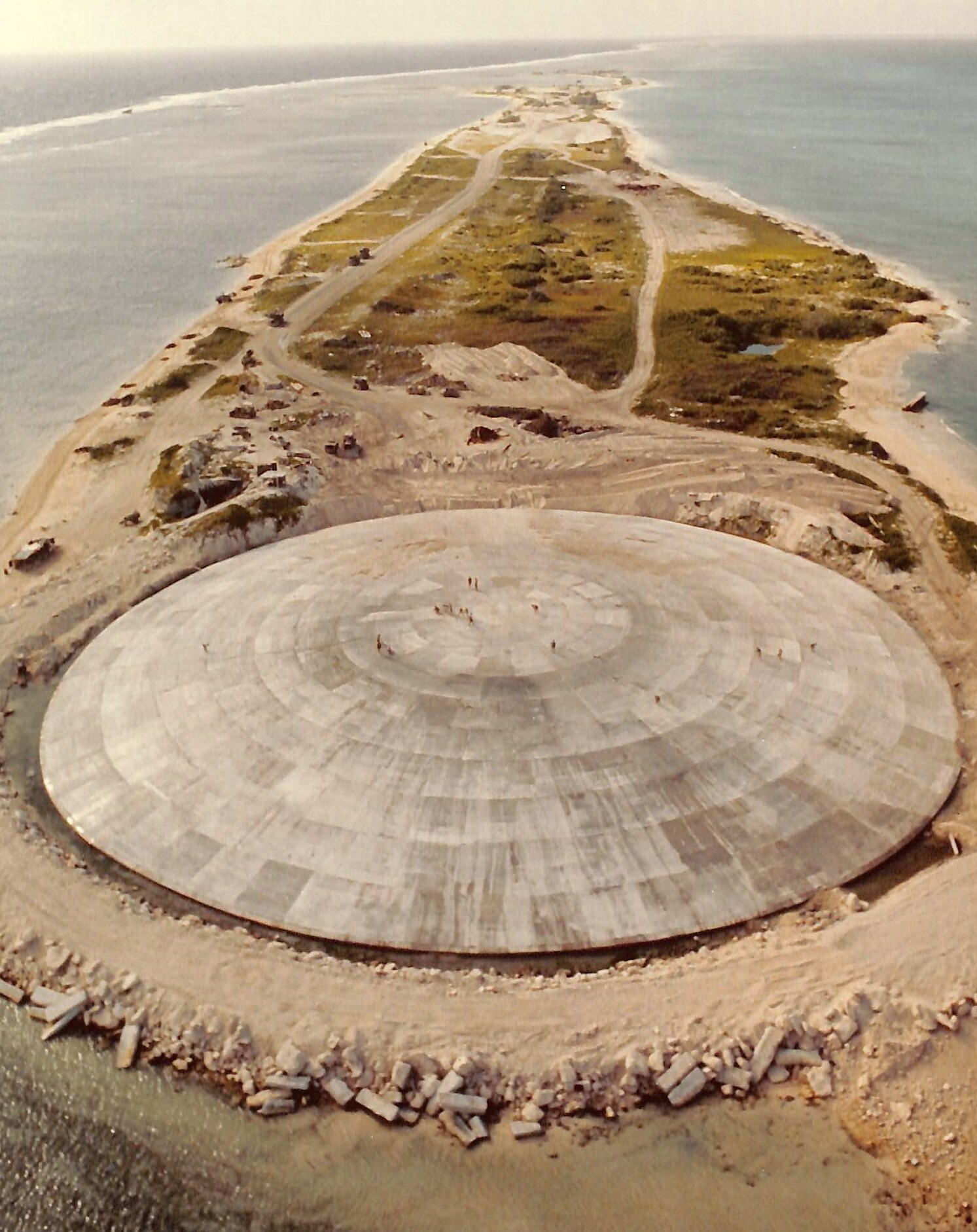
A Kaktusz-kupola, látogatókkal a felszínén.

A Kaktusz-kupola 2008-as felülvizsgálatakor a szakértők megállapították, hogy a 357 betonpanel közül 219 repedezett vagy sérült.
„A kupola alatt tárolt hulladék biztonságban van. A helyi lakosoknak nincs okuk az aggodalomra, számukra a lerakó nem jelent fenyegetést” – jelentette ki Terry Hamilton, a DoE megbízásában álló Lawrence Livermore National Laboratory Marshall-szigeteki programjának tudományos igazgatója. Hamilton szerint a kupola repedéseit pusztán a beton hosszú távú száradása és zsugorodása eredményezi, beavatkozásra az USA részéről nincs szükség.
A helyi lakók és a környezetvédők nem osztoznak Hamilton kincstári optimizmusában. A tengerszint globális emelkedése csakúgy, mint egy, a szigetre lecsapó vihar a dóm vízszint alá kerülésével fenyeget. Az eltemetett sugárzó anyag pedig jó eséllyel – előbb vagy utóbb – elkezd majd szivárogni a széteső építményből.